# Сестровбивство
Сестровбивство або сестроцид (з Latin  sororicidium; від soror «сестра» та -cīdium "вбивати) — вбивство власної сестри.
Є низка прикладів сестровбивств і братовбивств у підлітків, навіть у дитячому віці, коли суперництво між братами та сестрами та, як результат, фізична агресія можуть вийти з-під контролю та призвести до смерті одного з них, особливо коли доступна сильнодіюча зброя або одне із них значно старше за іншого та неправильно оцінює власні сили.

## Відомі або підозрювані приклади
- Вважається, що 57 року до нашої ери Береніка IV з Єгипту отруїла свою сестру Клеопатру VI Трифену. Пізніше за наказом її батька Птолемея XII її обезголовили.
- Клеопатра VII з Єгипту вимагала страти своєї сестри, Арсіної IV (яка була винна в державній зраді). Бажання було виконане 41 року до нашої ери за наказом її чоловіка, тодішнього коханця Марка Антонія.
- 38 року нашої ери Римський імператор Калігула, за істориком Светонієм, убив свою сестру Друзіллу після того, як дізнався, що вона була вагітна його дитиною Зараз більшість істориків вважають, що вона, ймовірно, померла від хвороби, яка перебігала з гарячкою.
- Римський імператор Коммод наказав стратити свою старшу сестру Луціллу в 182 році після того, як вона була причетна до змови з членами Сенату, щоб повалити його.
- Близько 1546 року італійська поетеса Ізабелла ді Морра була вбита її братами за підозру в романі з одруженим шляхтичем, якого вони також убили.[1]
- 1974 року Рональд ДеФео-молодший застрелив своїх двох сестер Еллісон і Доун. Їхні вбивства стали джерелом натхнення для книг і фільмів жахів про Амітивілль.
- 1988 року Девід Бром убив сокирою свою сестру разом із братом, матір'ю та батьком.
- 1990 року канадійські серійні вбивці Карла Гомолка та Пол Бернардо зґвалтували, а потім убили сестру Карли Теммі Гомолку; нібито вбивство було випадковим.
- Мартін Пеєрл убив свою сестру Даніелу під час розстрілів у Бад-Райхенгаллі .
- 2005 року у Німеччині своїм братом була вбита Хатун Сюрюкю.
- 30 грудня 2006 року в Японії Юкі Муто вбив свою сестру Азумі Муто.
- 2007 року Садію Шейх в Бельгії вбив її брат.
- 2007 році в Канаді Акса Парвез була вбита своїм братом.
- 2008 року в Німеччині Морсал Обейді була вбита своїм братом .
- 23 травня 2016 року в Лутоні, Бедфордшир Сайма Хан, 34-річна опікунка та мати трьох дітей, була вбита своєю 27-річною сестрою Сабах Хан.[2]
- У місті Ейбілін, Техас 4-річну Еллу Беннетт убив її тринадцятирічний брат Періс Беннетт.